# Бранкалеоне
Бранкалео̀не (на италиански: Brancaleone) е малко градче и община в Южна Италия, провинция Реджо Калабрия, регион Калабрия. Разположено е на 12 m надморска височина. Населението на общината е 3583 души (към 2012 г.).